# The Lion and the Cobra
The Lion and the Cobra é o álbum de estreia da cantora Sinéad O'Connor, lançado a 4 de Novembro de 1987.

## Faixas
| N.º            | Título                        | Duração |  |
| 1.             | "Jackie"                      | 2:28    |  |
| 2.             | "Mandinka"                    | 3:46    |  |
| 3.             | "Jerusalem"                   | 4:20    |  |
| 4.             | "Just Like U Said It Would B" | 4:32    |  |
| 5.             | "Never Get Old"               | 4:39    |  |
| 6.             | "Troy"                        | 6:34    |  |
| 7.             | "I Want Your (Hands on Me)"   | 4:42    |  |
| 8.             | "Drink Before the War"        | 5:25    |  |
| 9.             | "Just Call Me Joe"            | 5:51    |  |
| Duração total: | Duração total:                | 42:17   |  |